# 陸學森
陸學森（英文名：Horace Luke，1970年—），出生於香港，美國長大，香港企業家，Gogoro（睿能創意）創辦人。曾任宏達國際電子創意長、睿能創意公司董事長與執行長。

## 生平

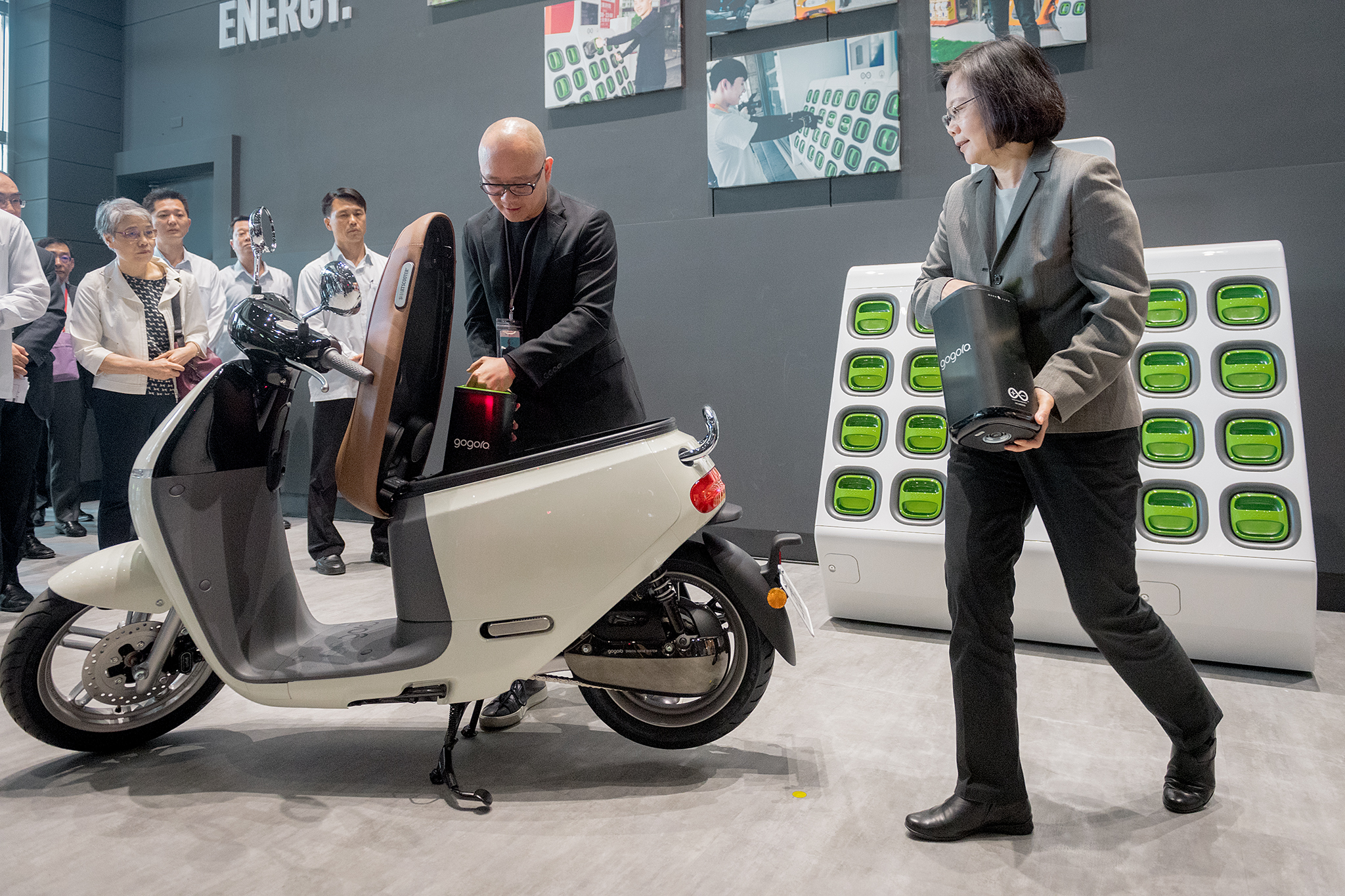
陸學森向時任中華民國總統蔡英文介紹Gogoro生產的電動機車

陸學森出生於香港，13歲赴美國華盛頓州生活。於華盛頓大學工業設計學系畢業後，曾經在藝廊販售過珠寶，第一份工作是展場設計師，其後加入NIKE擔任品牌設計工作。1997年進入微軟並參與打造第一代Xbox產品，其後擔任微軟行動平台產品群創意總監。 
2006年在宏達國際電子（HTC）執行長周永明邀請下赴台，出任宏達電創意長帶領設計團隊。2008年其參與推出的HTC Touch Diamond（鑽石機）一炮而紅迅速打開全球知名度，之後更陸續幫宏達電設計出多款暢銷智慧型手機，與周永明及行銷長王景弘被稱為宏達電創意金三角。
2011年7月陸學森辭去宏達電創意長一職，同年與宏達電前技術長Matt Taylor在台灣創立Gogoro，進軍電動機車行業。在其成立之初，Gogoro從潤泰企業的尹衍樑和前僱主宏達電董事長王雪紅獲得了5,000萬元美元的種子基金。
2024年9月13日，Gogoro 宣布陸學森先生辭去公司董事長及執行長職務。由潤成投控董事長暨潤泰集團法務長曾達夢接任董事長，原Gogoro台灣總經理姜家煒代理執行長一職。

## 外部連結
- Gogoro 經營團隊 （页面存档备份，存于）